# La stangata
La stangata (The Sting) è un film del 1973 diretto da George Roy Hill, con Paul Newman e Robert Redford, vincitore di sette premi Oscar, tra cui quello al miglior film. Secondo film in cui Paul Newman e Robert Redford recitano insieme, è anche la seconda volta che vengono diretti da George Roy Hill e sempre portando ottimi incassi (il film precedente era stato Butch Cassidy, del 1969).
Questo film si rivelò un grande successo, sia grazie al cast ricco di attori e di caratteristi talentuosi come Charles Durning, sia grazie al regista, che, con una commedia ricca di colpi di scena e abili incastri narrativi, riuscì a vincere sette premi Oscar, sia grazie alla colonna sonora, costituita da una serie di celebri ragtime rielaborati da Marvin Hamlisch. Nel 2005 è stato scelto per la conservazione nel National Film Registry della Biblioteca del Congresso degli Stati Uniti.

## Trama
Joliet, Illinois, settembre del 1936. Johnny Hooker e il suo amico Luther Coleman sono due truffatori di strada. Dopo aver rubato la notevole somma di 11.000 dollari durante uno dei loro soliti raggiri, Luther decide di ritirarsi e consiglia a Hooker di cercare un suo vecchio amico, il famoso truffatore Henry Gondorff, a Chicago per imparare da lui "l'arte della grande truffa".
Sfortunatamente la loro vittima si rivela essere un corriere di un giro di racket appartenente al feroce boss irlandese-americano Doyle Lonnegan, il quale decide di vendicare l'affronto subìto facendo uccidere prima il corriere per aver perso il denaro e in seguito Luther stesso. Hooker viene raggiunto dal corrotto tenente di polizia William Snyder, che gli rivela il coinvolgimento di Lonnegan e gli intima di consegnargli parte del denaro per evitare che informi il boss; il giovane, avendo già perso tutto giocando alla roulette, paga Snyder con banconote false e in seguito fugge a Chicago per salvarsi la vita.
Una volta arrivato lì, desiderando vendicare la morte di Luther, Hooker si mette alla ricerca di Gondorff per chiedergli aiuto a punire Lonnegan; sebbene inizialmente riluttante all'idea, Gondorff accetta e i due organizzano una "stangata" (una truffa tanto obsoleta quanto complessa) ai danni di Lonnegan. 
Gondorff, fingendosi un rozzo allibratore di Chicago di nome Shaw, fa perdere a Lonnegan 15.000 dollari in una partita di poker truccato, durante la quale non fa altro che infastidirlo storpiando il suo nome di proposito; Hooker, fingendosi l'impiegato scontento di Shaw, Kelly, viene inviato a riscuotere la vincita e convince Lonnegan che vuole sbarazzarsi del suo capo, rivelandogli di avere un complice di nome Les Harmon (in realtà Kid Twist, un altro dei truffatori coinvolti nel piano di 
Gondorff) nell'ufficio della Western Union di Chicago, che li aiuterà a rovinare la bisca di Shaw informandoli in anticipo dei risultati sulle corse di cavalli.
Nel frattempo Snyder rintraccia Hooker a Chicago, ma viene ostacolato da agenti dell'FBI sotto copertura guidati dal capitano Polk, che gli ordina di aiutarli a catturare Gondorff, da tempo ricercato dall'agenzia per le sue truffe; Lonnegan, frustrato dall'incapacità dei suoi uomini di trovare e uccidere Hooker per la truffa subita in Illinois (ignaro del fatto che Kelly sia Hooker), chiede che l'incarico sia affidato a Salino, il suo miglior assassino.
Harmon fornisce a Lonnegan il vincitore di una corsa di cavalli e la tripletta vincente di un'altra. Convinto dell'efficacia del complice di Kelly, Lonnegan accetta di finanziare una scommessa di 500.000 dollari per mandare in bancarotta Shaw e vendicarsi. Poco dopo, Snyder cattura Hooker e lo porta davanti a Polk, che lo costringe a tradire Gondorff minacciando di imprigionare la vedova di Luther.
La notte prima della truffa, Hooker va a letto con una cameriera di nome Loretta. La mattina dopo, mentre lei cammina verso di lui in un vicolo, un uomo dai guanti neri che da tempo stava seguendo Hooker appare e la uccide sparandole; l'uomo rivela a Hooker di essere stato assunto da Gondorff per proteggerlo da Loretta, che in realtà era la spietata assassina di Lonnegan, Loretta Salino.
Lonnegan, seguendo la dritta di Harmon, scommette i suoi 500.000 dollari nella bisca di Shaw sul fantino Lucky Dan. All'inizio della gara, Harmon arriva ed esprime shock per la scommessa di Lonnegan, poiché con "piazzalo" intendeva dire che Lucky Dan si sarebbe "piazzato" (ovvero che sarebbe arrivato secondo). In preda al panico, Lonnegan si precipita allo sportello del cassiere per chiedere indietro i suoi soldi, ma un attimo prima che possa riavere il denaro la gara termina; in contemporanea Polk, Snyder e una mezza dozzina di agenti dell'FBI fanno irruzione nella bisca. Polk arresta Gondorff e dice a Hooker che è libero di andare; Gondorff,  furioso per il tradimento, spara a Hooker alla schiena, per poi essere colpito a sua volta da Polk, che ordina a Snyder di allontanare Lonnegan dalla scena del crimine per evitare che venga sospettato di omicidio. Una volta usciti i due, Hooker e Gondorff si rialzano tra applausi e risate: si scopre così che gli spari erano a salve e che Polk è in realtà Hickey, un altro truffatore assunto da Gondorff per ingannare Snyder e assicurarsi che Lonnegan abbandonasse i suoi soldi. Mentre i vari truffatori si dividono il denaro di Lonnegan, Hooker rifiuta la sua parte per paura di perderla nel gioco d'azzardo e se ne va con Gondorff.

## Colonna sonora
La colonna sonora è costituita da una serie di brani ragtime, fra cui The Entertainer, Maple Leaf Rag, Gladiolous Rag e altri, composti da Scott Joplin agli inizi del novecento e riarrangiati per il film da Marvin Hamlisch.
Nonostante un certo anacronismo rispetto all'ambientazione della pellicola (la vicenda narrata si svolge negli anni trenta, epoca in cui il ragtime era passato di moda ormai da una ventina d'anni), l'uso di tali brani rappresentò uno dei motivi del successo del film, tanto che negli anni immediatamente seguenti si riscontrò anche un certo ritorno di interesse nei confronti del ragtime, che da decenni era stato quasi dimenticato.
In particolare, molto conosciuto è il principale tema musicale, The Entertainer, brano pubblicato da Scott Joplin nel 1902, che dopo l'uscita del film raggiunse la seconda posizione in Svizzera, la terza nella Billboard Hot 100, la quinta in Norvegia e la sesta in Olanda.
La colonna sonora raggiunse la prima posizione nella Billboard 200 per cinque settimane.

## Produzione
Le riprese si sono svolte tra Chicago, Pasadena e gli studi Universal in California tra il gennaio e marzo 1973. Il film è uscito negli Usa il 25 dicembre 1973. In Italia è uscito il 21 marzo 1974.

## Sequel
Nel 1983 è stato girato un sequel dal titolo La stangata II, tuttavia nessun membro del cast originale ha preso parte alla realizzazione della pellicola.

## Riconoscimenti
- 1974 - Premio Oscar
  - Miglior film a Tony Bill, Michael Phillips e Julia Phillips
  - Migliore regia a George Roy Hill
  - Miglior sceneggiatura originale a David S. Ward
  - Miglior scenografia a Henry Bumstead e James W. Payne
  - Migliori costumi a Edith Head
  - Miglior montaggio a William Reynolds
  - Miglior colonna sonora adattata con canzone originale a Marvin Hamlisch
  - Candidatura Miglior attore protagonista a Robert Redford
  - Candidatura Migliore fotografia a Robert Surtees
  - Candidatura Miglior sonoro a Ronald Pierce e Robert R. Bertrand
- 1974 - Golden Globe
  - Candidatura Migliore sceneggiatura a David S. Ward
- 1973 - National Board of Review Award
  - Miglior film
  - Migliori dieci film
- 1974 - David di Donatello
  - Miglior attore straniero a Robert Redford
- 1974 - American Cinema Editors
  - Miglior montaggio a William Reynolds
- 1974 - Directors Guild of America
  - Migliore regia a George Roy Hill, Ernest B. Wehmeyer, Ray Gosnell Jr. e Charles Dismukes (Assistenti Registi)
- 1974 - Edgar Award
  - Migliore sceneggiatura a David S. Ward
- 1974 - Writers Guild of America
  - Candidatura Migliore sceneggiatura a David S. Ward
- 1975 - Golden Screen
  - Golden Screen Award
- 1975 - Kinema Junpo Award
  - Migliore regista straniero a George Roy Hill
- 1975 - People's Choice Award
  - Miglior film
- 1998 - PGA Award
  - PGA Hall of Fame a Tony Bill, Michael Phillips e Julia Phillips